# 悲剧周

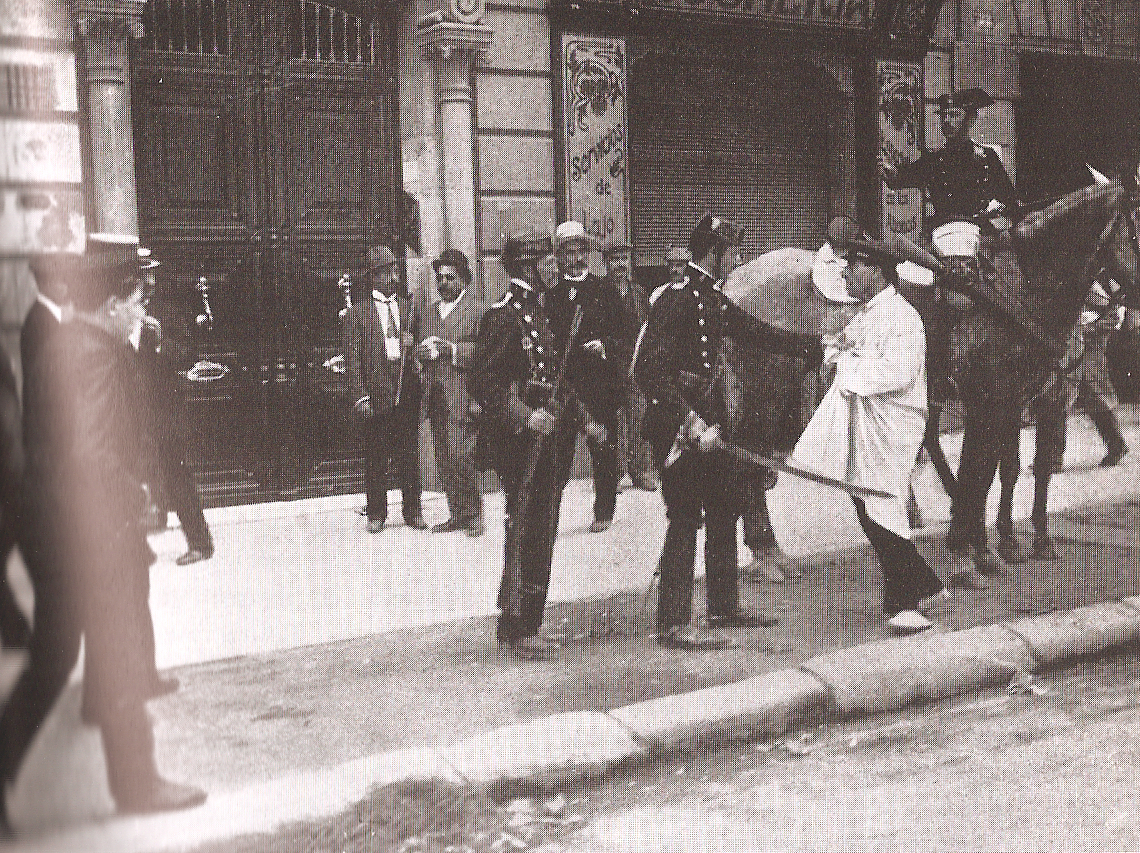
悲剧周期间，西班牙国民警卫队正在盘问路人

悲剧周（又译悲剧之周，悲惨一周）是1909年7月26日至8月2日发生的，以巴塞罗那为中心的加泰罗尼亚城市工人阶级在社会主义者、共和主义者和无政府主义者的支持下，与西班牙军队发生的一系列暴力冲突。

## 背景
1909年7月9日，西班牙里夫矿业公司的一座矿山遭到了里夫共和国民族主义者的袭击，4名矿工死亡。事件发生后，西班牙决定恢复在西屬摩洛哥的军事行动，梅利利亚战争爆发。当日，首相毛拉下令召集西班牙本土预备役军人进行军事增援，调动了马德里、直布罗陀和加泰罗尼亚军队，其中包括“卡萨多尔”（意为獵兵）轻型步兵团第三混合旅。这支部队由加泰罗尼亚现役及预备役军人组成。由于战时征用是强制的，如果不去，就要出6000雷亞爾换一个替代的人。而大多数加泰罗尼亚工人劳动者家庭每日平均只能挣约10雷亞爾或5比塞塔。

## 爆发

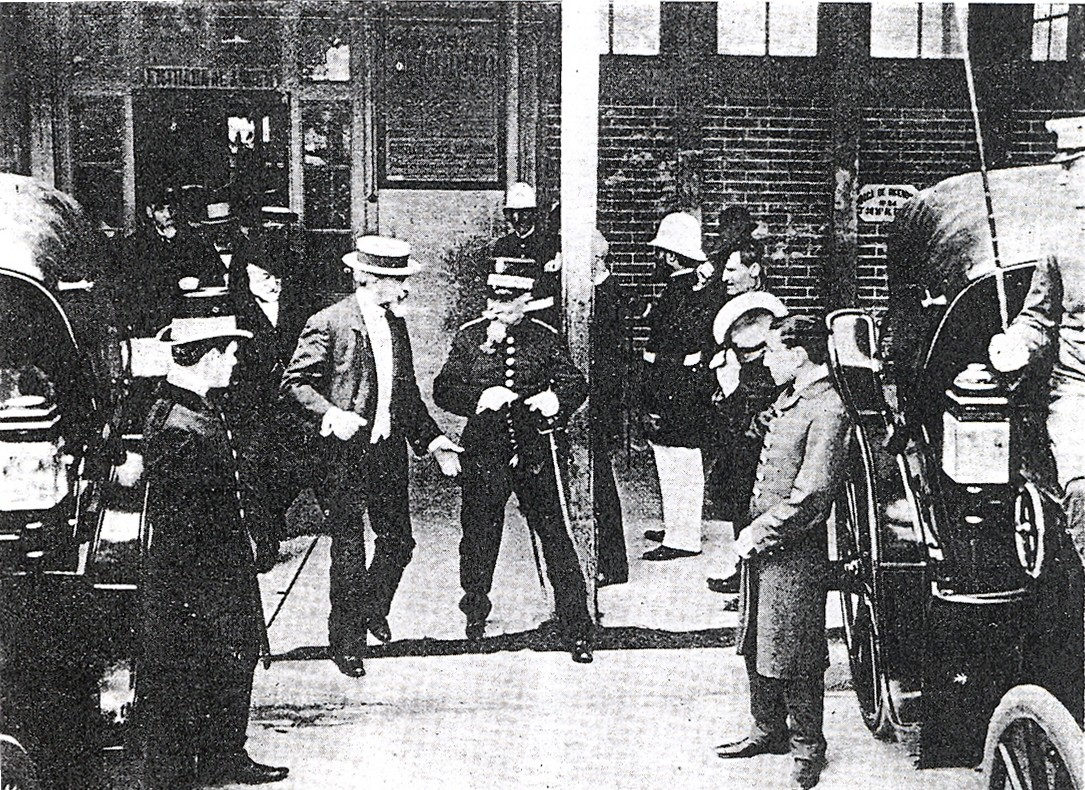
悲剧周期间，西班牙国民警卫队正在盘问路人

巴塞罗那港口的部队运输工作于7月11日开始。起初未发生任何事情。到了7月18日周日下午，紧张局势爆发。一些士兵将征兵宣传册扔进大海，一些男男女女在码头边骂道：
|  | 去你的战争！让富人们上吧！ ¡Abajo la guerra! ¡Que vayan los ricos! |

警察为威震群众，往空中射了几枪，还逮捕了几个人。几天后，有西班牙士兵在战争中大量伤亡的消息传来。许多开始反对毛拉政府示威游行，甚至支持摩洛哥独立。
7月22日，加泰罗尼亚团结党要求毛拉政府议会立即“召开会议”，讨论战争的远征兵问题。另一些社会党派欲集结举行全国性罢工。其中包括西班牙工人社会党总书记巴勃罗·伊格莱西亚斯·波塞。7月26日星期一，由无政府主义者和社会主义者组成的联合团结组织在巴塞罗那公开举行了一次反对毛拉的总罢工。到了周二，工人们已经占领了市中心大部分地区。工人从最初的反战抗议变成了对教堂、修道院和宗教学校的焚烧。他们认为，罗马天主教是腐败资产阶级的一部分。
动乱的持续，让西班牙政府不得不派出增援军队和国民警卫队协助镇压。7月28日，来自萨拉戈萨和巴伦西亚的增援军队赶到；8月1日，“无畏号”轮船抵达帕拉莫斯港口。
从29日开始，约有1万名士兵占领了巴塞罗那市兰布拉大道和港口，动乱分子的士气也逐渐下降，他们知道西班牙除加泰的其他地区并未发生类似动乱。到了周五和周六，巴塞罗那除了聖安德烈區和奧爾塔區偶有零星的枪声和火灾以外，整个城市大部分地区已经慢慢地恢复了正常状态。周日，新闻报纸恢复出版。8月2日星期一，工人们开始正常干活，收取周薪，好像什么事情都没发生一样。在加泰罗尼亚其他城镇，直到8月5日星期四才完全恢复正常状态。

## 后果

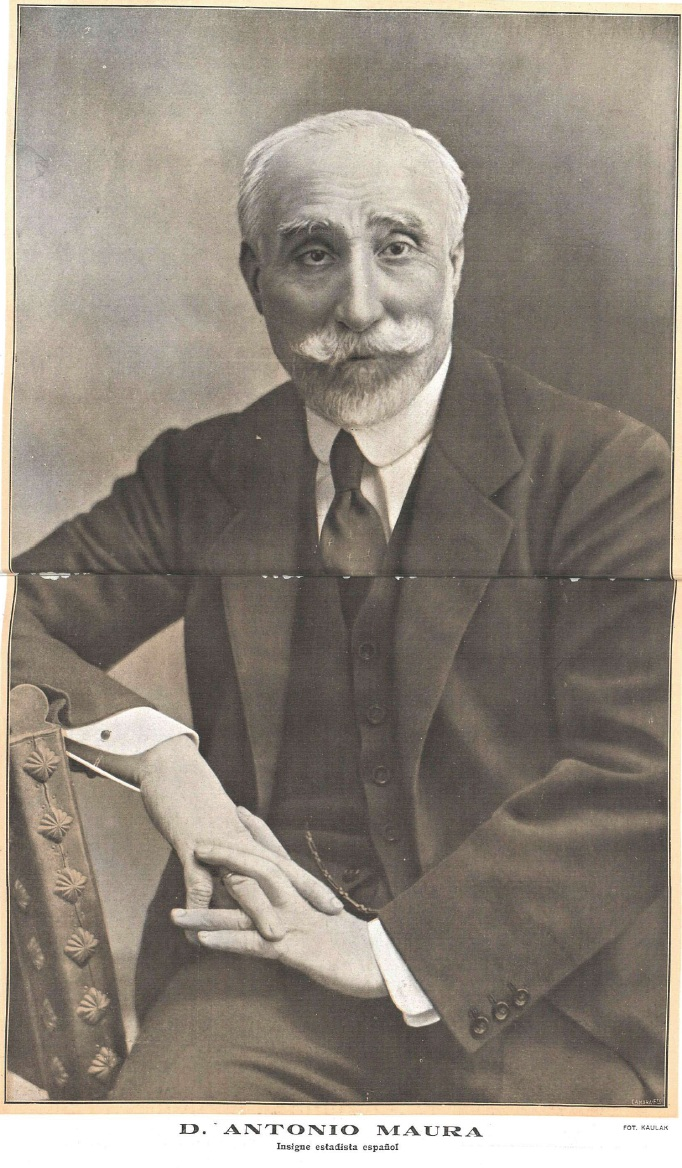
毛拉

悲剧周的动乱一共造成78人丧生，包括75名平民和3名士兵。另有5万人受伤，112座建筑被不同程度烧毁（其中有80座是宗教建筑）。毛拉政府内政部长在7月31日开始实行戒严，严厉镇压暴乱群众。最终造成数千人被捕，近2000人被起诉。其中175人被流放，59人被判处无期徒刑，5人被判处死刑。在蒙特惠奇城堡被处以死刑的5人有：共和党民族主义者何塞·米格尔·巴洛（Josep Miquel Baró），8月17日；勒鲁斯主义共和党人安东尼奥·马莱特（Antonio Malet Pujol），9月13日；有心理障碍的青年克莱门特·加西亚（Clemente García），10月4日；前国民警卫队队员欧亨尼奥·德洛尤（Eugenio del Hoyo）；无政府主义教育家弗朗西斯科·费雷尔·瓜迪亚。
悲剧周事件发生后，欧洲媒体普遍对此进行了谴责。一些国家的市民在西班牙使馆前举行了抗议活动。国王阿方索十三世对国内外反应感到震惊，随后罢免了安东尼奥·毛拉·蒙塔内尔，由赛吉斯蒙多·莫雷特继任首相。
这次事件直接激化了加泰罗尼亚地区与马德里中央政府的矛盾。加泰罗尼亚保守党下台，激进左翼政党掌权并恢复了自治政府。